# 보츠와나의 행정 구역

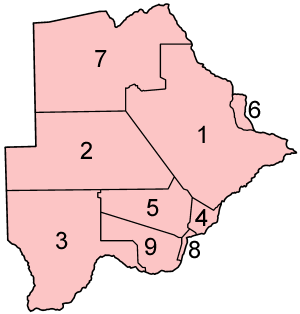
보츠와나의 행정 구역

보츠와나는 10개 구로 구성되어 있다.
1. 중부구
2. 간지구
3. 칼라가디구
4. 카틀렝구
5. 퀘넹구
6. 북동부구
7. 북서부구
8. 남동부구
9. 남부구
10. 초베구 (북서부구에서 분할되었다.)